# Confine tra Laos e Thailandia
Il confine tra il Laos e la Thailandia è formato per la gran parte della sua lunghezza dal Mekong, con la Thailandia sulla riva destra del fiume (a ovest) e il Laos sulla sua riva sinistra (orientale), a eccezione di due province laotiane sulla riva destra: nel nord-ovest, la provincia di Sayaboury, e nell'estremo sud, parte della provincia di Champasak. 
Nella provincia di Sayaboury, il confine segue lo spartiacque tra il bacino del Nan (affluente del Chao Phraya) e quello del Mekong. Nella provincia di Champasak, segue il limite meridionale del bacino del Mun (affluente del Mekong) fino al confine cambogiano. 
Tutte le isole del Mekong fanno parte del territorio laotiano. 
Esistono quattro ponti transfrontalieri: 
- il primo ponte dell'amicizia thai-lao, tra Nong Khai in Thailandia e Vientiane in Laos, dal 1994;
- il secondo Ponte dell'amicizia thai-lao, tra Mukdahan in Thailandia e Savannakhet in Laos, dal 2006;
- il terzo ponte dell'amicizia thai-lao, tra Nakhon Phanom e Thakhek, dal novembre 2011;
- il quarto ponte dell'amicizia thai-lao, dal dicembre 2013[2].

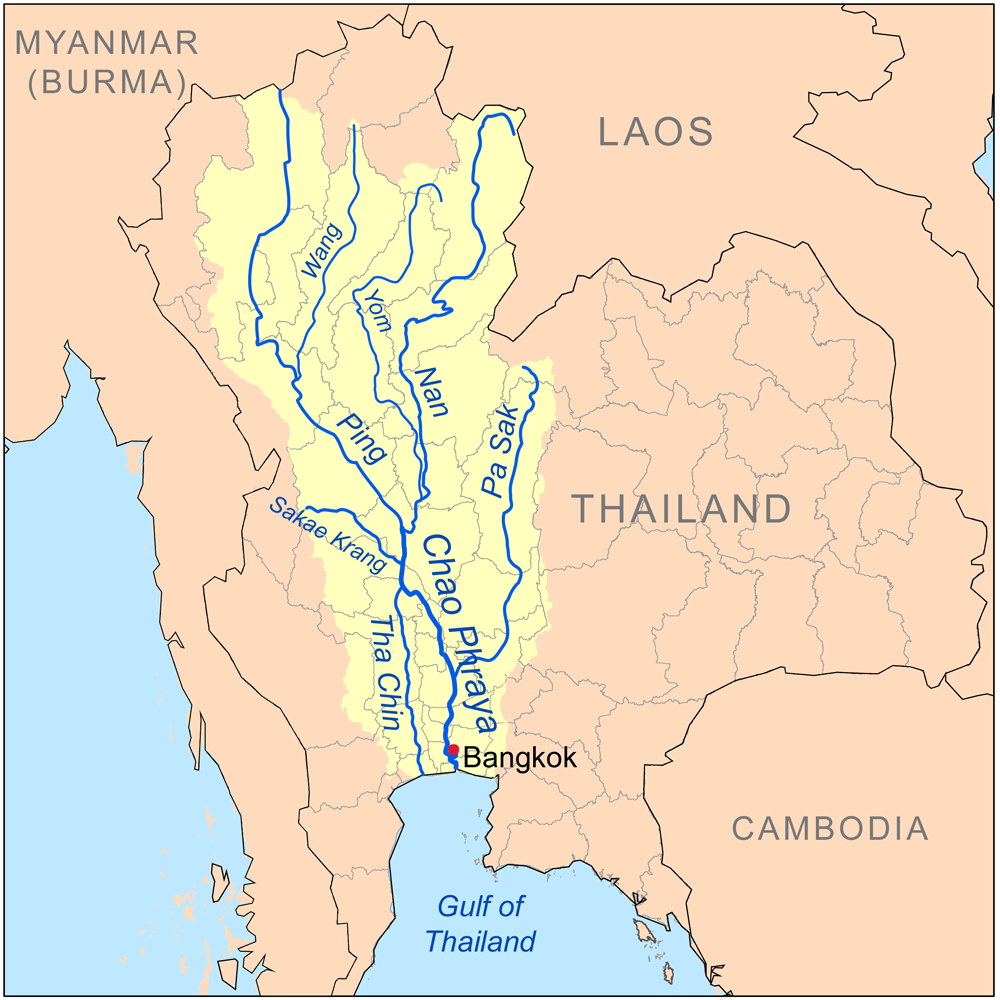
Mappa dello spartiacque Chao Phraya. Nella provincia di Sayaboury, il confine segue lo spartiacque tra il bacino di Nan e il bacino del Mekong.

## Storia
La linea di confine fu fissata congiuntamente da Francia e Siam nel 1907. La Francia, in una posizione di forza in un momento in cui gli imperi coloniali di Francia e Gran Bretagna si stavano espandendo nel sud-est asiatico, ottenne la cessione di due porzioni di territorio poste sulla riva destra del Mekong, a beneficio del Laos che era un suo protettorato. 
Dopo l'indipendenza, diversi disaccordi (in particolare relativi all'uso di concessioni forestali) furono all'origine di tensioni e violenti incidenti durante gli anni '80, il più grave dei quali fu la "guerra delle colline" nella provincia di Sainyabuli, tra dicembre 1987 e il cessate il fuoco del 19 febbraio 1988, che apparentemente provocarono quasi mille morti da entrambe le parti. Da allora, i due stati si sono avvicinati e il confine non è più oggetto di controversie.